# Nucené sterilizace romských žen
Nucené sterilizace romských žen byly lékařské zákroky prováděné převážně romským ženám bez jejich informovaného souhlasu za účelem, aby nemohly mít další děti. Šlo o závažné porušení lidských práv, konkrétně reprodukčních práv. V Československu a Česku byly mezi lety 1966–2010 nedobrovolně sterilizovány podle odhadů tisíce žen. Elena Gorolová a další oběti bojovaly více než 15 let za finanční odškodnění od státu, které český Parlament schválil v roce 2021.

## Případy v Československu a Česku

### Společenský a institucionální kontext
Většina nucených sterilizací byla provedena za minulého režimu v 70. a 80. letech. Právní rámec poskytly zákon o péči a zdraví lidu z roku 1966 a související směrnice (č. 01/1972) zavádějící možnost sterilizací se souhlasem. Právní předpisy byly formulovány zdánlivě neutrálně jako ochrana populace, nezmiňovaly etnicitu, nicméně v praxi cílily systematicky na Romky a byly diskutovány jako součást tzv. „řešení cikánské otázky“ (obdobně se zmínkám o Romech vyhýbal i zákon z konce 50. let zakazující kočovný způsob života). Sterilizace neromského obyvatelstva (žen ze sociálně slabých poměrů a žen se zdravotním postižením) v rámci této v podstatě eugenické politiky nejsou dostatečně zmapovány. Helena Sadílková uvádí, že se tato praxe opírala o historicky zakořeněný protiromský rasismus ve společnosti a podporu na místní úrovni.
Program finančních pobídek přijatý roku 1979 měl Romky motivovat k podstoupení sterilizace a zároveň sloužil úřadům jako nástroj manipulace. Podle zprávy Evropského centra pro práva Romů z roku 2016, která popsala svědectví žen, vytvářeli sociální pracovníci, lékaři i zdravotní sestry na ženy nátlak nebo s nimi manipulovali, falšovali jejich podpisy ve zdravotní dokumentaci, poskytovali jim nedostatečné či lživé informace. Často zákroky prováděli při porodu císařským řezem, kdy ženy ani nemohly dát informovaný souhlas.
Směrnice byla zrušena v roce 1993. Přesto nedobrovolné sterilizace pokračovaly i po tomto datu. Dlouho se za poslední považoval případ z roku 2007, avšak podle Deníku N a webu VICE World News došlo k takovému zákroku i v roce 2010.

### Následky pro oběti a jejich rodiny
Sterilizace měly dopady na psychiku i sociální situaci žen, kterým byly nedobrovolně provedeny. Podle výpovědí některé z nich následně prožívaly deprese a úzkosti, změny nálad a sexuální touhy. Zákrok měl také dopady na jejich partnerský život. Ženy, které se rozhodly usilovat o nápravu soudní cestou, byly vystaveny nevhodnému zájmu místních médií o jejich intimní a rodinný život.

### Upozornění na protiprávní praxi
Jako první v Československu na tuto praxi porušující lidská práva upozornila Charta 77 ve své zprávě z roku 1978 (Postavení Cikánů-Romů v Československu, dokument č. 23). V 80. letech se o zastavení sterilizací neúspěšně snažili Ruben Pellar a Zbyněk Andrš, kteří se také podíleli společně se dvěma nizozemskými organizacemi na obsáhlé zprávě dokumentující necelé tři stovky případů (vyšla v roce 1990). Ani po revoluci se téma nedostalo do veřejné debaty o zločinech komunistického režimu a k protiprávním sterilizacím dále docházelo.
Na problematiku od roku 2005 upozorňoval úřad ombudsmana (tehdy Otakara Motejla) a mezinárodní instituce jako Výbor OSN pro odstranění diskriminace žen, Evropské centrum pro práva Romů, Rada Evropy.

### Odškodnění obětí a postoj vlády
Hlavní představitelkou žen bojujících za odškodnění je Elena Gorolová, která byla v roce 2018 zařazena britskou stanicí BBC mezi sto vlivných a inspirativních žen světa a Deníkem Referendum mezi výběr českých osobností roku. Sama byla nedobrovolně sterilizovaná v roce 1990 po druhém porodu. Propojila se s dalšími ženami, kterým byl zákrok proveden, organizovala společný postup, mluvila o svém traumatu veřejně a se souhlasem ostatních žen se ujala role mluvčí směrem k vládě a médiím.
Roku 2009 vláda Jana Fischera s ministrem pro lidská práva Michaelem Kocábem obětem nucených sterilizací vyjádřila politování a omluvu. Rada vlády ČR pro lidská práva v témže roce a následně i v roce 2012 doporučila vládě, aby zavedla právní rámec pro finanční kompenzace, což se nestalo. V roce 2015 ministr pro lidská práva Jiří Dienstbier (ČSSD) neuspěl na vládě s návrhem zákona o odškodnění.
V roce 2021 byl přijat zákon, který umožňuje odškodnění do výše tři sta tisíc korun pro osoby, které byly protiprávně sterilizovány v letech 1966–2012. Kompenzace by se podle odhadů mohly týkat asi čtyř stovek žen a mohou o ně požádat do roku 2025. Na odškodnění nemají nárok ženy, kterým byl zákrok proveden na území Slovenska. Slovenská vláda se obětem omluvila v listopadu 2021, avšak finanční odškodnění zatím není právně upraveno. Řada poškozených žen už nežije.

## Další země a případy
K protiprávním sterilizacím docházelo z různých důvodů i v dalších zemích, například v nacistickém Německu, v socialistických státech střední a východní Evropy, ve Skandinávii, Japonsku, Švýcarsku, Spojených státech. Ve Švédsku byly nucené sterilizace prováděny mezi lety 1933-1975, obětí bylo přes 62 000, z 95 % žen. Důvodem nebyla etnicita, Romky tvořily jen malou část obětí. Sterilizace cílily na společensky marginalizované osoby (označované za „slabomyslné“) a švédský stát je odůvodňoval šetřením rozpočtu. Příčinou byly spíš genderové nerovnosti a mocenská převaha mužů v rozhodovacích pozicích (úředníků a lékařů).